# مرده متحرک (مجموعه تلویزیونی ایرانی)
مرده متحرک یک مجموعه تلویزیونی محصول سال ۱۳۸۴ به کارگردانی رضا کریمی، نویسندگی سید سعید رحمانی و تهیه‌کنندگی رضا جودی می‌باشد که در ماه رمضان سال ۱۳۸۴ از شبکه یک پخش شد. روایتگر جوانی به نام جلال است که به دلیل بدبیاری‌های مختلف قصد رفتن به ناکجاآباد را دارد، اما طی اتفاقاتی جنازه‌ای پیدا می‌کند که متوجه می‌شود میلیاردها تومان ارزش دارد.

## بازیگران
- مجید صالحی در نقش جلال
- محمدرضا حقگو
- رامین ناصرنصیر در نقش پسر آقااشرف
- اسماعیل خلج در نقش آقااشرف
- پرویز فلاحی‌پور
- فردوس کاویانی
- کتایون ریاحی
- شهربانو موسوی در نقش بی بی